# Orcopampa (Arequipa)
Orcopampa es una localidad peruana ubicada en la región Arequipa, provincia de Castilla, distrito de Orcopampa. Es asimismo capital del distrito de Orcopampa. Se encuentra a una altitud de 3796 m s. n. m. Tiene una población de 4561 habitantes en 1993.

## Clima
| Parámetros climáticos promedio de Orcopampa | Parámetros climáticos promedio de Orcopampa | Parámetros climáticos promedio de Orcopampa | Parámetros climáticos promedio de Orcopampa | Parámetros climáticos promedio de Orcopampa | Parámetros climáticos promedio de Orcopampa | Parámetros climáticos promedio de Orcopampa | Parámetros climáticos promedio de Orcopampa | Parámetros climáticos promedio de Orcopampa | Parámetros climáticos promedio de Orcopampa | Parámetros climáticos promedio de Orcopampa | Parámetros climáticos promedio de Orcopampa | Parámetros climáticos promedio de Orcopampa | Parámetros climáticos promedio de Orcopampa |
| Mes                                         | Ene.                                        | Feb.                                        | Mar.                                        | Abr.                                        | May.                                        | Jun.                                        | Jul.                                        | Ago.                                        | Sep.                                        | Oct.                                        | Nov.                                        | Dic.                                        | Anual                                       |
| ------------------------------------------- | ------------------------------------------- | ------------------------------------------- | ------------------------------------------- | ------------------------------------------- | ------------------------------------------- | ------------------------------------------- | ------------------------------------------- | ------------------------------------------- | ------------------------------------------- | ------------------------------------------- | ------------------------------------------- | ------------------------------------------- | ------------------------------------------- |
| Temp. media (°C)                            | 9.2                                         | 9.5                                         | 9                                           | 8.5                                         | 7.3                                         | 6                                           | 5.2                                         | 5.7                                         | 7.6                                         | 8.6                                         | 8.8                                         | 9.4                                         | 7.9                                         |
| Fuente: climate-data.org                    |                                             |                                             |                                             |                                             |                                             |                                             |                                             |                                             |                                             |                                             |                                             |                                             |                                             |